# Pjotr Semjonov-Tjan-Sjanski

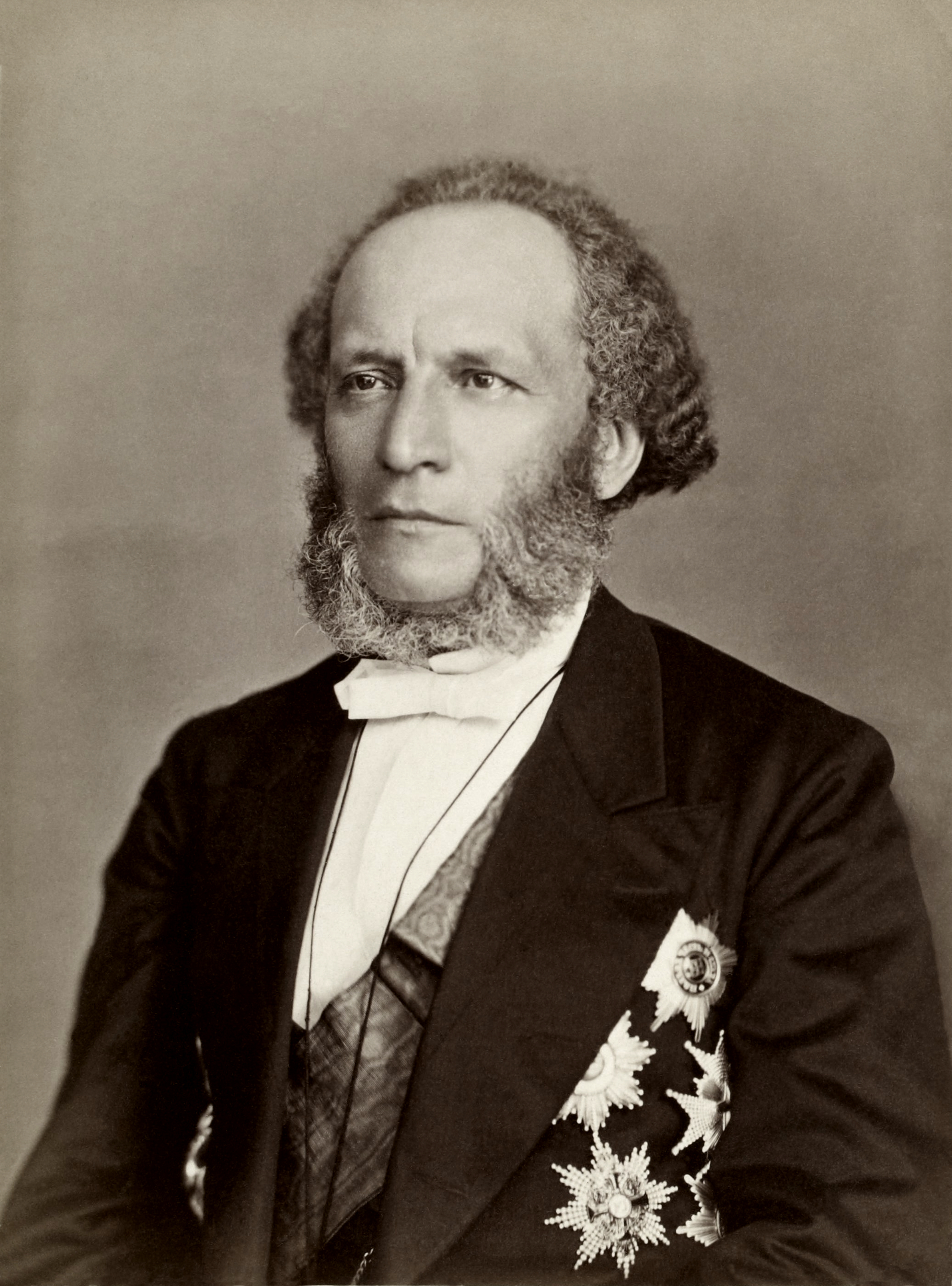

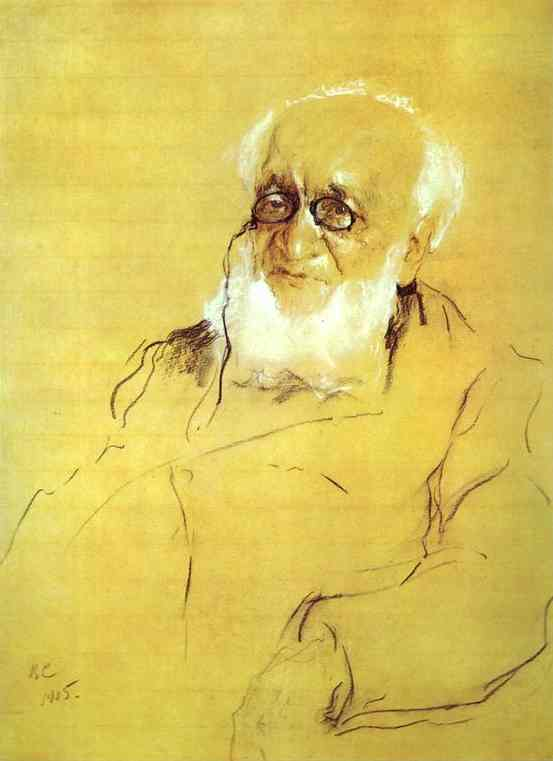
Pjotr Petrovitsj Semjonov-Tjan-Sjanski, geschilderd door Valentin Serov

Pjotr Petrovitsj Semjonov-Tjan-Sjanski (Russisch: Пётр Петрович Семёнов-Тян-Шанский) (Rjazan, 14 januari 1827 - Sint-Petersburg, 11 maart 1914) was een Russisch geograaf en statisticus die ruim veertig jaar de leider was van het Russisch Geografisch Genootschap.
Pjotr Semjonov werd geboren in een adellijke familie en studeerde aan de Universiteit van Sint-Petersburg. Samen met Dostojevski bezocht hij de geheime bijeenkomsten van de Petrasjevski-kring, een illegaal genootschap waarin werd gediscussieerd over westerse filosofie en literatuur. In de jaren 50 van de 19e eeuw ging hij naar Berlijn om er geografie en geologie te studeren onder Alexander von Humboldt en Karl Ritter. Semjonov vertaalde regelmatig schrijfsels van hen naar het Russisch.
Op Humboldts suggestie besloot Semjonov de grote, maar nog onontdekte bergen van de Tiensjan te onderzoeken. In 1956 begon hij in Barnaoel met zijn eerste expeditie. Hij maakte kennis met het Altajgebergte en hij bezocht het bergmeer Ysykköl. In 1857 bezocht hij de Tiensjan en maakte hij kennis met dit tot dan toe onbekende gebergte. Hij was er de eerste moderne Europeaan die de Chan Tengri zag, een ruim 7.000 meter hoge bergtop.
Semjonov ontdekte dat het Tiensjangebergte niet vulkanisch was, in tegenstelling tot wat Humboldt dacht. Het jaar erop schreef hij een monografie over het gebergte. Vanwege de kwaliteit van die monografie kreeg hij vijftig jaar later van tsaar Nicolaas II het recht om "Tjan-Sjanski" aan zijn naam toe te voegen.
Behalve in geografie was Semjonov ook geïnteresseerd in statistieken en hij probeerde dat fenomeen ook in Rusland te introduceren. Van 1864 tot en met 1874 was hij voorzitter van het Russische "Centraal Comité voor Statistieken". Dat comité werd daarna omgevormd tot een onderdeel van het Ministerie voor Binnenlandse Zaken. Daarvan bleef Semjonov voorzitter tot 1891. Het was mede vanwege zijn inspanningen dat in 1897 in het Russische Rijk een volkstelling werd gehouden. In datzelfde jaar werd hij lid van de Staatsraad van het Russische Rijk.
Tijdens zijn regelmatige bezoeken aan Zwitserland, Italië en Frankrijk bracht hij een collectie kunstwerken van diverse Nederlandse schilders bijeen. Die collectie is tegenwoordig eigendom van de Hermitage in Sint-Petersburg. Semjonov was tevens in het bezit van een grote collectie insecten, die circa 700.000 soorten omvatte. Meer dan honderd nieuwe soorten werden naar hem vernoemd. Semjonov was lid van 53 genootschappen en was vanaf 1873 tot zijn dood leider van het Russisch Geografisch Genootschap. Semjonov zorgde er door zijn hoge positie in dat genootschap voor dat ook de binnenlanden van Azië werden ontdekt, door onder andere Nikolaj Przjevalski en Pjotr Kozlov.
Semjonovs memoires werden na zijn dood in vier delen gepubliceerd. Een aantal van zijn nakomelingen, waaronder zijn zoon Andrej Semjonov-Tjan-Sjanski, zetten zijn werk voort en werden later belangrijke wetenschappers.
- Bibsys: 99021267
- Biblioteca Nacional de España: XX5663749
- Bibliothèque nationale de France: cb135592695 (data)
- Author citation (botany): Semen.
- CiNii: DA01329329
- Gemeinsame Normdatei: 117469564
- International Standard Name Identifier: 0000 0001 0855 4460
- Library of Congress Control Number: n80116863
- Nationale Bibliotheek van Letland: 000346029
- Bibliotheek van het Japanse parlement: 00456087
- Nationale Bibliotheek van Tsjechië: jn20010420001
- Nationale Bibliotheek van Israël: 987007304281005171
- Nationale Bibliotheek van Polen: a0000001068386
- Nationale en Universitaire bibliotheek Zagreb: 000377942
- Nederlandse Thesaurus van Auteursnamen: 174697716
- Réseau des bibliothèques de Suisse occidentale: 02-A013508860
- RKD-Nederlands Instituut voor Kunstgeschiedenis: 459424
- Russische Staatsbibliotheek: 000083907
- LIBRIS: 91012
- Système universitaire de documentation: 078886759
- Virtual International Authority File: 14938074
- WorldCat: E39PBJtMk9gX3gfDb3CR3CDQbd